# 渭原郡
渭原郡（ウィウォンぐん）は、朝鮮民主主義人民共和国慈江道の北部に位置する郡。

## 位置と地形
西北に鴨緑江が流れ 中華人民共和国とは国境を成す。本来平安北道に属した郡だったが、1954年に朝鮮民主主義人民共和国の行政区域改編で慈江道が新設され、編入された。北では満浦市と時中郡、東では江界市と城干郡、東南には前川郡、南と西は古豊郡、西は楚山郡と接する。
内陸高原地帯である渭原郡の南東の方の境界には江南山脈がそびえたつ。 一番高い山は1′984mの崇積山である。 南西の方の古豊郡と楚山郡との境界も高山地帯である。大陸性気候で冬には気温が非常に下がる。年間平均気温は6℃ほどである。

## 歴史
1443年に渭原郡が設置され、1460年に廃止されたが1463年に再設置された。独立前には平安北道渭原郡だったが、慈江道渭原郡に変更された。1952年12月行政区域の改編で西泰面の4個里が楚山郡に編入された。

### 年表
この節の出典
- 1914年4月1日 - 郡面併合により、平安北道渭原郡に以下の面が成立。(8面)
  - 渭城面・密山面・大㯖面・崇正面・鳳山面・渭松面・和昌面・西泰面
- 1939年 - 渭城面・密山面が合併し、渭原面が発足。(7面)
- 1949年1月 - 平安北道の分割により、慈江道渭原郡となる。(7面)
- 1952年12月 - 郡面里統廃合により、慈江道渭原郡渭原面・大㯖面・鳳山面・崇正面・和昌面・渭松面および西泰面の一部地域をもって、渭原郡を設置。渭原郡に以下の邑・里が成立。(1邑23里)
  - 渭原邑・旧邑里・越坪里・刀峯里・楽民里・古城里・㯖巌里・松榛里・新延里・古堡里・向陽里・鳩巌里・龍灘里・開元里・両江里・大野里・漁谷里・広川里・倉坪里・杻浦里・龍淵里・三楽里・只山里・復興里
- 1959年 (1邑23里)
  - 渭原邑が和昌里に降格。
  - 旧邑里および越坪里の一部が合併し、渭原邑が発足。
- 1965年 - 龍淵里が龍淵労働者区に昇格。(1邑1労働者区22里)
- 1967年 - 両江里が両江労働者区に昇格。(1邑2労働者区21里)
- 1985年 (1邑2労働者区20里)
  - 渭原邑の一部が古城里に編入。
  - 越坪里および渭原邑（旧）の残部・新延里の一部が合併し、渭原邑（新）が発足。

## 産業
代表的な産業は木材生産と果樹園産業である。 稲作は盛んではなく、豆、とうもろこし、じゃがいもなどを栽培する畑作が中心である。 発電容量 39万キロワットの渭原発電所がある。

## 行政区域
現在渭原郡には1邑、2労働者区、20里がある。
- 渭原邑（ウィウォヌプ）
- 龍淵労働者区（リョンヨンノドンジャグ）
- 両江労働者区（リャンガンノドンジャグ）
- 和昌里（ファチャンニ）
- 刀峰里（トボンニ）
- 楽民里（ランミンニ）
- 古城里（コソンニ）
- 徳岩里（トガムニ）
- 松榛里（ソンジンニ）
- 新延里（シニョンニ）
- 古堡里（コボリ）
- 向陽里（ヒャンヤンニ）
- 鳩岩里（クアムニ）
- 龍灘里（リョンタンニ）
- 開元里（ケウォンニ）
- 大野里（テヤリ）
- 漁谷里（オゴンニ）
- 広川里（クァンチョンニ）
- 倉坪里（チャンピョンニ）
- 杻浦里（チュクポリ）
- 三楽里（サムナンニ）
- 只山里（チサンニ）
- 復興里（プフンニ）